# Ravel (album)
Ravel – debiutancki album pianisty jazzowego Dominika Wani wydany w 2013 roku, sygnowany jako Dominik Wania Trio. To interpretacja suity na fortepian solo „Miroirs”, rewolucyjnego dzieła z lat 1904–1905 francuskiego kompozytora Maurice'a Ravela. Artysta w związku z wydaniem płyty Ravel otrzymał dwa Fryderyki 2014 w kategorii jazzowego Albumu Roku i jazzowego Debiutu Roku.

## Lista utworów
| 1. | „Noctuelles”             | 7:55  |
|    |                          |       |
| 2. | „Oiseaux tristes”        | 13:43 |
|    |                          |       |
| 3. | „Une barque sur l'ocean” | 8:44  |
|    |                          |       |
| 4. | „Alborada del gracioso”  | 9:01  |
|    |                          |       |
| 5. | „La vallée des cloches”  | 11:12 |
|    |                          |       |
|    |                          | 50:35 |
|    |                          |       |

## Wykonawcy
- Dominik Wania – fortepian
- Max Mucha – kontrabas
- Dawid Fortuna – perkusja